# Hoa hồng trắng
Hoa hồng trắng (còn gọi là Hoa nhược tâm, hoa Hồng Bạch) là tên gọi chung cho loài hoa hồng lai có nguồn gốc từ châu Âu, được biết đến từ thời cổ đại và được canh tác từ thời phục hưng. Thực tế đây là một loài thuộc nhóm cây lai, mà các dòng bố mẹ vẫn chưa được xác định chắc chắn, các giả thiết cho là được lai chéo giữa các loài Rosa gallica × Rosa corymbifera hoặc Rosa × Damascena × Rosa canina. Các chuyên gia trồng hoa phương Tây thường mô tả loài hoa này đẹp nhất vào giai đoạn vừa nở thành bông, còn bó giữa các lá đài, như vẻ đẹp của cô gái ở giai đoạn thiếu nữ, tâm chưa thật rộng mở nên nhiều người trồng hoa đặt tên tiếng Việt là hoa nhược tâm.

## Ý nghĩa
Hoa hồng trắng mang một ý nghĩa của tình yêu trong sáng. Hoa hồng trắng còn đại diện cho sự ngây thơ, thuần khiết của người con gái tuổi đôi mươi. Không chỉ thế, hoa hồng trắng còn thể hiện sự trong sáng, tình yêu thiêng liêng, vĩnh cửu của lứa đôi.